# Syväsenvaara
Syväsenvaara est  une éminence rocheuse de la municipalité de Rovaniemi en Finlande.

## Description
Syvänenvaara est situé à environ quatre kilomètres au nord-est du centre de Rovaniemi. 
Syvänenvaara est une colline qui culmine à 195 m d'altitude.   
On y a creusé une grotte pour accueillir le parc d'attraction du père noël.
Syvänenvaara a de nombreux kilomètres de pistes de ski éclairées, fréquentées par les randonneurs en été. En outre, il y a un terrain de football qui est transformé en un terrain de hockey pendant l'hiver.
Syvänenvaara a une école primaire, une caserne de pompiers, une église, un bureau de poste, et un K-Market.